# Frans Oskar Lilius
Frans Oskar Lilius, född 15 april 1871 i Messuby, död 12 december 1928 i Helsingfors, var en finländsk politiker. Han var justitieminister 1922, 1924 och 1925.
Lilius var son till vice häradshövding Frans Emil Lilius och Mathilda Maria Hildén. Han blev student 1890, filosofie kandidat 1892 och tog juristexamen 1896. Han blev vice häradshövding 1899 samt tog licentiat- och doktorsexamen i juridik 1903. Lilius var kopierare vid senatens juridik- och ekonomiavdelning 1900–1904, kanslist vid juridikavdelningen 1904–1908, protokollsekreterare 1908–1917 och var medlem av lagberedningen 1907–1912. Dessutom var Lilius sekreterare vid justitie- och finansutskottet 1900, sekreterare vid finansutskottet 1904–1905, chefsskribent för tidskriften Lakimies 1904–1917 och dess chefredaktör 1918–1920. Han var senator och medlem av juridikavdelningen 1917–1918 samt justitieråd 1918–1928.
Lilius var riksdagsman för Ungfinska partiet i Satakunta valkrets 1911–1917. Han var justitieminister i regeringen Cajander I 1922, regeringen Cajander II 1924 och regeringen Tulenheimo 1925.

## Utmärkelser
- Kommendörstecknet av Finlands Vita Ros’ orden,  1919[2]
- Kommendör med kraschan av Sankt Olavs orden,  1925[2]

[Redigera Wikidata]